# Scott Z. Burns
Scott Z. Burns, född 1962, är en amerikansk manusförfattare.

## Filmografi (i urval)
- 2006 – Pu-239
- 2007 – The Bourne Ultimatum
- 2009 – The Informant!
- 2011 – Contagion
- 2013 – Side Effects
- 2017 – The Mercy
- 2019 – The Report
- 2019 – The Laundromat
- 2023 – Extrapolations (TV-serie)